# وزغ‌ماهی ریش‌ریش
وزغ‌ماهی ریش‌ریش (نام علمی: Ambophthalmos magnicirrus) نام یک گونه از تیره ماهیان کله‌گنده است.